# 안나 마냐니
안나 마냐니(Anna Magnani, 1908년 3월 7일 ~ 1973년 9월 26일)는 이탈리아의 배우이다.

## 출연
- 1962년: 맘마로마 (맘마로마 역)
- 1946년: 무방비 도시 (피나 역)
- 1969년: 산타 비토리아의 비밀
- 1959년: 퍼기브 카인드
- 1957년: 와일드 이즈 더 윈드
- 1955년: 장미 문신 (세라피나 델르 로즈 역)
- 1953년: 황금 마차 (카밀라 역)